# Retrat de Marta Vidal Puig
El retrat de Marta Vidal Puig és una pintura de Lluïsa Vidal i Puig (1876-1918) de la col·lecció del Museu Nacional d'Art de Catalunya.
La pintora es va dedicar principalment al retrat i a la pintura de gènere, i generalment amb més protagonisme sobre la figura, i escenes de la vida quotidiana. Tot i així també va pintar plein air, majoritàriament en petit format a l'oli. És significatiu en els retrats fets per Lluïsa Vidal la posada en escena i la postura dels models com a element per definir la seva personalitat, ja que la primera comunicació que s'estableix amb la figura retratada és la posició del cos i el gest de la mirada. La pintora, en els retrats de cos sencer personalitza l'actitud i l'expressió per identificar la imatge i donar a conèixer el personatge.

## Context
La modalitat del retrat va ser utilitzat per la pràctica totalitat dels artistes d'aquell moment, incloses les figures més rellevants del modernisme i del postmodernisme. A finals del segle XIX i principis del segle XX és quan el retrat deixa de constituir un privilegi només dels reis, dels nobles i de l'església, i passa a formar part de la burgesia, anhelosa d'adquirir personalitat pública i notòria. El retrat pictòric va continuar indispensable tot i la presència progressiva de la fotografia. La generació central del modernisme que varen conrear el retrat trobem per exemple artistes de la dècada dels anys seixanta, els més significatius com: Joan Llimona, Santiago Rusiñol, Joan Brull i Vinyoles i Ramon Casas, però també altres retratistes com Bonaventura Casa i Pàmies (1861-1907), Josep Maria Marquès i Garcia (1862-1931). També van realitzar retrats artistes menys coneguts com a Cristòfol Montserrat i Jorba (1869-1935) i Antonio Utrillo i Viadera (1867-1944). Inclosa dintre del grup de pintors moderats independents, Lluïsa Vidal i Puig (1876-1918) va ser de les poques pintores del temps del postmodernisme, filla de Francesc Vidal i Jevellí, el moblista més famós d'aquell moment a Catalunya i deixeble d'Arcadi Mas i Fondevila, va destacar precisament com a retratista de personatges femenins, amb temàtiques com les maternitats, les escenes d'infants, com assenyalen Francesc Fontbona i Francesc Miralles, una mica a l'estil de Marie Bashkirtseff (1858-1884), i també grans llenços per retrats d'encàrrec.

## Descripció
En la tela, la germana de la pintora, Marta, està asseguda en una cadira i ens mira amb gest simpàtic, amable i certa picardia, contemplant directament a l'espectador d'una manera molt comunicativa, ella se'ns dirigeix amb un somriure obert i una mirada desperta fent-nos còmplices de la seva actitud vital. Els somriures oberts, ensenyant les dents, és una marca particular, que es troben també en altres retrats de Lluïsa Vidal des dels inicis de la seva carrera, com per exemple també ho veiem en una escena de gènere pintada el 1905 on una noia riallera, dempeus i de front treu roba blanca d'un cove.
Marta Vidal està asseguda gairebé de perfil i amb el cap girat cap a l'espectador, li endevinem les cames creuades sota el vestit blanc. L'estança on està representada és gairebé buida i només s'aprecia part d'un sofà amb un coixí i un xal estampats a sobre. Marta està representada amb un vestit blanc amb aplicacions brodades a les mànigues que deixa entreveure certes transparències, una sanefa de color ocre al pit i acabat en una petita cua amb tocs de color gris. Per la creació del vestit blanc la pintora utilitza pinzell gruixut i veladures en color blanc per poder crear les transparències de les mànigues. Porta també, un barret de passeig  de color negre amb llaçada de gasa blanca i guants de color negre fins al colze, agafa un ram de margarides que reposen a la seva falda. Es una composició de cos sencer en format quadrat, es pot dividir la tela en una diagonal, i la figura ocupa una de les meitats de l'espai total. El fons és neutre amb una tonalitat càlida de marrons.

## Inscripcions i marques
- El quadre es troba exposat actualment al MNAC, dintre de la temàtica de Retrats burgesos. La tela está emmarcada amb marc de fusta daurat i motllures.
- Oli sobre tela. 180x141 cm. La tela no està datada. Situada entre 1907-1911.
- L'obra està signada per l'autora, es llegeix, Luisa Vidal a l'angle inferior dret de la pintura.
- A l'extrem de l'angle inferior dret, just a sota de la signatura s'ha situat el número de registre: 11674 amb laca vermella.

## Història
El retrat de Marta Vidal no està datat, però es va presentar a la VI Exposició d'Art de Barcelona el maig del 1911 aconseguint la Medalla de Tercera Classe, per la qual cosa es situa la seva creació entre el 1907 i el 1911. En el catàleg de l'exposició s'anuncia amb un error d'impremta amb el títol “Retrato de la Srta. A.V.” amb un preu de 4.000 ptes. El juny de 1914 a la Sala Pares i “immediata a l'Exposició de les obres de Pepita Teixidor” Lluïsa Vidal va exposar part de la seva obra de quadres de retrats tant de dibuix, com a l'oli, per exemple el dibuix a la sanguina d'Agnès Armengol de Badia, el de Dolors Monserdà de Macià o el de l'actriu Margarida Xirgu, els retrats a l'oli que es van exposar, el de l'escultor Manuel Fuxà, l'escriptora Roser Ferrer Borràs i els que havia exhibit anteriorment com el de Maria Condominas de Rosich i els de les seves germanes Carlota, Frasquita i Marta, entre d'altres[4]. La següent exposició que va participar, La Exposición Nacional de Pintura, Escultura y Arquitectura de Madrid el 1915, va participar amb les obres “Otoño y primavera” i “A pleno sol”. En el moment de creació de la pintura, Marta Vidal i les seves  germanes no podien confiar amb el suport econòmic del seu pare, degut a la malaltia nerviosa que patia, i van voler contribuir a l'economia familiar, així Marta va treballar com a secretària i Rosina de bibliotecària a la Biblioteca de Catalunya, amb la qual cosa, les dues podien cobrir les seves despeses, mentre  seguien amb activitats filantròpiques, i Frasquita continuava amb la seva carrera de violoncel·lista i professora de música. El seu pare, Francesc Vidal, va morir el 30 d'octubre de 1914 a l'edat de 66 anys i malauradament la situació econòmica de la família no va millorar, tot i tenir un patrimoni important, però pràcticament tot estava invertit en l'empresa i no hi havia massa diner comptant. A la primavera de 1918 Lluïsa va caure greument malalta al començament de la tardor i va morir a causa de la grip espanyola el 16 d'octubre de 1918 a l'edat de 42 anys. El seu patrimoni i les seves possessions serien per les seves germanes solteres Marta, Rosina i Teresa. A la seva necrològica publicada a La Vanguardia el 29 d'octubre escrivien: ”Otra pérdida ha experimentado el arte: La Señorita Luisa Vidal, distingida pintora, que había sido discipula de Mas y Fondevila, y alcanzado muchos elogios por sus obras, de fresco colorido, y fácil mecanismo. Su labor, por lo general, no daba la sensación de que fuese hija de una naturaleza femenina, y demostraba más solidez de la que es costumbre hallar en las produccions pictóricas debidas a pinceles manejados por mano de mujer.” L'any següent, el 1919, la Sala Parés li va dedicar una exposició retrospectiva. En aquells moments el retrat de Marta Vidal encara pertanyia a la família Vidal-Puig, ja que els familiars, segons va escriure J.F. Ràfols en el Butlletí dels Museus d' Art de Barcelona (BMAB) de 1935, van fer donació a la Junta de Museus d'una sèrie de pintures entre les quals estava inclosa el “Retrat de la senyoreta Marta Vidal” de cos sencer. També van donar el “Retrat de la Senyoreta Carlota Vidal”;  una escena de gènere que representa  una noia riallera traient roba blanca d'un cove (1095); un autoretrat; retrat de la novel·lista Dolors Montserdà de Macià; retrat de la compositora Narcisa Freixas; retrat de l'escriptora Carme de Castellvi d'Armet, comtessa de Castellà; i còpia al carbó de la testa de la “Salomé” d'Henri Regnault. Des de llavors forma part de la col·lecció del Museu Nacional d'Art de Catalunya.